# ROKS Hyang Ro Bong
Le ROKS Hyang Ro Bong (LST-683) est un navire de débarquement de chars de la marine de la république de Corée, le troisième navire de la classe Go Jun Bong.

## Carrière
Le ROKS Hyang Ro Bong (LST-683) a été construit par Hanjin Heavy Industries à Busan, lancé en 1996 et mis en service en 1999.
Il a participé au 70e anniversaire de la marine de la république de Corée en 2015.
Le 27 mars 2015, dans les eaux à l’est de la péninsule coréenne, le ROKS Hyang Ro Bong a participé au programme d’échange maritime coréen (en anglais, Korean Marine Exchange Program, en abrégé KMEP) avec l’US Navy. Cette dernière était représentée par le Bonhomme Richard Amphibious Ready Group (ARG), composé du navire d'assaut amphibie USS Bonhomme Richard (LHD-6), du navire de transport amphibie USS Green Bay (LPD-20), du navire de débarquement amphibie de classe Whidbey Island USS Ashland (LSD-48), et de la 31e unité expéditionnaire du Corps des Marines (MEU). La marine de la république de Corée participait avec le navire d’assaut amphibie de classe Dokdo ROKS Dokdo (LPH-6111), le ROKS Sung In Bong (LST-685) et le ROKS Hyang Ro Bong.